# 瓦迪穆拉區

34°10′N 2°19′E / 34.167°N 2.317°E
瓦迪穆拉區（阿拉伯语：‎），是阿爾及利亞的行政區，位於該國中部，由艾格瓦特省負責管轄，首府設於瓦迪穆拉，面積360平方公里，2008年人口5,700，人口密度每平方公里16人。